# Косіцень (Ясси)
Косіцень, Косіцені (рум. Cosițeni) — село у повіті Ясси в Румунії. Адміністративно підпорядковане місту Поду-Ілоаєй.
Село розташоване на відстані 319 км на північ від Бухареста, 27 км на захід від Ясс.

## Населення
За даними перепису населення 2002 року у селі проживали 323 особи, з них 322 особи (99,7%) румунів. Рідною мовою 322 особи (99,7%) назвали румунську.